# Delias momea
Delias momea är en fjärilsart som beskrevs av Jean Baptiste Boisduval 1836. Delias momea ingår i släktet Delias och familjen vitfjärilar. Inga underarter finns listade i Catalogue of Life.